# Runnymede and Weybridge (circonscription du Parlement britannique)
Circonscription parlementaire de la Chambre des communes
La circonscription de Runnymede and Weybridge est une circonscription situé dans le Surrey. Elle comprend la totalité du borough de Runnymede ainsi que la ville de Weybridge, située dans le borough voisin d'Elmbridge.
Elle a été créée en 1997, à partir des anciennes circonscriptions de Chertsey and Walton et North West Surrey, représentée à la Chambre des communes du Parlement britannique, depuis 2019 par Ben Spencer du Parti conservateur.

## Members of Parliament
| Élection | Élection | Membre         | Membre      | Parti        |
| -------- | -------- | -------------- | ----------- | ------------ |
|          | 1997     | Philip Hammond |             | Conservateur |
|          | 2019     | Philip Hammond | Indépendant |              |
|          | 2019     | Ben Spencer    |             | Conservateur |

## Élections

### Élections dans les années 2010
| Parti         | Parti                | Candidat             | Voix   | %    | ±     |
| ------------- | -------------------- | -------------------- | ------ | ---- | ----- |
|               | Conservateur         | Ben Spencer          | 29,262 | 54,9 | -6.0  |
|               | Travailliste         | Robert King          | 10,992 | 20,6 | -5.3  |
|               | Libéral Démocrate    | Rob O'Carroll        | 9,236  | 17,3 | +10.0 |
|               | Green                | Benjamin Smith       | 1,876  | 3,5  | +0.9  |
|               | Indépendant          | Stewart Mackay       | 777    | 1,5  | N/A   |
|               | Indépendant          | Lorna Rowland        | 670    | 1,3  | N/A   |
|               | UKIP                 | Nicholas Wood        | 476    | 0,9  | -2.4  |
| Majorité      | Majorité             | Majorité             | 18,270 | 34,3 | -0.7  |
| Participation | Participation        | Participation        | 53,289 | 69,0 | +0.9  |
|               | Conservateur retenir | Conservateur retenir | Swing  | -0.4 |       |

| Parti         | Parti                | Candidat             | Voix   | %    | ±     |
| ------------- | -------------------- | -------------------- | ------ | ---- | ----- |
|               | Conservateur         | Philip Hammond       | 31,436 | 60,9 | +1.2  |
|               | Travailliste         | Fiona Dent           | 13,386 | 25,9 | +10.4 |
|               | Libéral Démocrate    | John Vincent         | 3,765  | 7,3  | +0.6  |
|               | UKIP                 | Nicholas Wood        | 1,675  | 3,3  | -10.6 |
|               | Green                | Lee-Anne Lawrance    | 1,347  | 2,6  | -1.5  |
| Majorité      | Majorité             | Majorité             | 18,050 | 35,0 | -9.2  |
| Participation | Participation        | Participation        | 51,609 | 68,1 | 0.0   |
|               | Conservateur retenir | Conservateur retenir | Swing  | -4.6 |       |

| Parti         | Parti                | Candidat             | Voix   | %    | ±     |
| ------------- | -------------------- | -------------------- | ------ | ---- | ----- |
|               | Conservateur         | Philip Hammond       | 29,901 | 59,7 | +3.8  |
|               | Travailliste         | Arran Neathey        | 7,767  | 15,5 | +2.1  |
|               | UKIP                 | Joe Branco           | 6,951  | 13,9 | +7.4  |
|               | Libéral Démocrate    | John Vincent         | 3,362  | 6,7  | −14.9 |
|               | Green                | Rustam Majainah      | 2,071  | 4,1  | +2.7  |
| Majorité      | Majorité             | Majorité             | 22,134 | 44,2 | +7.9  |
| Participation | Participation        | Participation        | 50,224 | 68,1 | +1.7  |
|               | Conservateur retenir | Conservateur retenir | Swing  | +0.8 |       |

| Parti         | Parti                | Candidat             | Voix   | %    | ±    |
| ------------- | -------------------- | -------------------- | ------ | ---- | ---- |
|               | Conservateur         | Philip Hammond       | 26,915 | 55,9 | +4.5 |
|               | Libéral Démocrate    | Andrew Falconer      | 10,406 | 21,6 | +3.8 |
|               | Travailliste         | Paul Greenwood       | 6,446  | 13,4 | −9.6 |
|               | UKIP                 | Toby Micklethwait    | 3,146  | 6,5  | +2.6 |
|               | Green                | Jenny Gould          | 696    | 1,4  | −1.3 |
|               | Indépendant          | David Sammons        | 541    | 1,1  | +1.1 |
| Majorité      | Majorité             | Majorité             | 16,509 | 34,3 | +5.9 |
| Participation | Participation        | Participation        | 48,150 | 66,4 | +8.0 |
|               | Conservateur retenir | Conservateur retenir | Swing  | +0.4 |      |

### Élections dans les années 2000
| Parti         | Parti                     | Candidat             | Voix   | %    | ±    |
| ------------- | ------------------------- | -------------------- | ------ | ---- | ---- |
|               | Conservateur              | Philip Hammond       | 22,366 | 51,4 | +2.7 |
|               | Travailliste              | Paul Greenwood       | 10,017 | 23,0 | −6.0 |
|               | Libéral Démocrate         | Henry Bolton         | 7,771  | 17,9 | +1.6 |
|               | UKIP                      | Anthony Micklethwait | 1,719  | 3,9  | +0.8 |
|               | Green                     | Charles Gilman       | 1,180  | 2,7  | −0.2 |
|               | Monster Raving Loony      | Andrew Collett       | 358    | 0,8  | N/A  |
|               | UK Community Issues Party | Katrina Osman        | 113    | 0,3  | N/A  |
| Majorité      | Majorité                  | Majorité             | 12,349 | 28,4 | +8.7 |
| Participation | Participation             | Participation        | 43,524 | 58,7 | +2.6 |
|               | Conservateur retenir      | Conservateur retenir | Swing  | +4.4 |      |

| Parti         | Parti                | Candidat             | Voix   | %    | ±     |
| ------------- | -------------------- | -------------------- | ------ | ---- | ----- |
|               | Conservateur         | Philip Hammond       | 20,646 | 48,7 | +0.1  |
|               | Travailliste         | Jane Briginshaw      | 12,286 | 29,0 | −0.5  |
|               | Libéral Démocrate    | Chris Bushill        | 6,924  | 16,3 | 0.0   |
|               | UKIP                 | Christopher Browne   | 1,332  | 3,1  | +1.9  |
|               | Green                | Charles Gilman       | 1,238  | 2,9  | N/A   |
| Majorité      | Majorité             | Majorité             | 8,360  | 19,7 | +0.5  |
| Participation | Participation        | Participation        | 42,426 | 56,1 | −15.3 |
|               | Conservateur retenir | Conservateur retenir | Swing  | +0.3 |       |

### Élections dans les années 1990
| Parti         | Parti                                  | Candidat        | Voix   | %    | ±     |
| ------------- | -------------------------------------- | --------------- | ------ | ---- | ----- |
|               | Conservateur                           | Philip Hammond  | 25,051 | 48,6 | −12.8 |
|               | Travailliste                           | Ian Peacock     | 15,176 | 29,4 | +13.5 |
|               | Libéral Démocrate                      | Geoffrey Taylor | 8,397  | 16,3 | −4.8  |
|               | Référendum                             | Peter Rolt      | 2,150  | 4,2  | N/A   |
|               | UKIP                                   | Simon Slater    | 625    | 1,2  | N/A   |
|               | Natural Law                            | Jeremy Sleeman  | 162    | 0,3  | N/A   |
| Majorité      | Majorité                               | Majorité        | 9,875  | 19,2 |       |
| Participation | Participation                          | Participation   | 51,561 | 71,5 |       |
|               | Conservateur vainqueur (nouveau siège) |                 |        |      |       |